# ولودیمیر هومنیوک
ولودیمیر هومنیوک (اوکراینی: Володимир Михайлович Гоменюк؛ زادهٔ ۱۹ ژوئیهٔ ۱۹۸۵) بازیکن فوتبال اهل اوکراین است.
از باشگاه‌هایی که در آن بازی کرده‌است می‌توان به باشگاه فوتبال دنیپرو، باشگاه فوتبال آرسنال کی‌یف، باشگاه فوتبال متالیست خارکوف، باشگاه فوتبال تاوریا سیمفروپول، و باشگاه فوتبال استال کامیانسکه اشاره کرد.
وی همچنین در تیم ملی فوتبال اوکراین بازی کرده‌است.